# Henri Théophile Hildibrand
Henri Théophile Hildibrand, né à Paris (ancien 3e arrondissement) le 19 juin 1824 et mort à Pacy-sur-Eure le 13 août 1897, est un graveur sur bois français, un des principaux interprètes de Gustave Doré et des illustrateurs des éditions Hetzel et Hachette.

## Biographie
Henri Théophile Hildibrand est issu d'une famille de suisses du roi et de la cour de Versailles. Il est le fils de Louis Hildibrand, alors peintre en miniatures et de Marie Adélaïde Thiard, mariés en 1823 à Versailles. Il est aussi le neveu de Pierre Henri Hildibrand, secrétaire particulier et intendant du vicomte de Chateaubriand, écrivain et ministre des Affaires étrangères.
En 1857, il épouse Zaïre Antoinette Marche, originaire de Pacy-sur-Eure en Normandie et fille de mécanicien à Paris. Après son veuvage, il épouse en 1866 Marie Amélie Caroline Langlois, originaire de Troyes en Champagne et fille de coutelier. Il est domicilié 10 rue de Bucy dans le 6e arrondissement de Paris, adresse familiale de 1857 à 1907 au moins, jusqu'au décès de sa seconde épouse.

## Parcours
Henri Théophile Hildibrand étudie la gravure à l’Atelier ABL, fondé à Paris en 1832 par John Andrew, Jean Best et Isidore Leloir, pour réaliser les vignettes du Magasin pittoresque. 
Proche du graveur François Pannemaker, il travaille avec lui à ses débuts. Il devient un des meilleurs graveurs de Gustave Doré et est un virtuose du « bois de teinte » (ou « gravure de teinte »). 
En 1845, il fait partie de l'équipe de graveurs qui compose les Mystères de l’Inquisition, et autres sociétés secrètes d'Espagne de Féréal [Irène de Suberwick], gros succès de librairie paru à Paris chez Boizard, et qui comporte plus de 200 illustrations.
Il travaille pour les éditions Hetzel, notamment sur les illustrations des romans de Jules Verne, et avec Charles Laplante et Charles Barbant — un petit cercle de graveurs sur bois qui accueille un temps Fortuné Méaulle — pour la Bibliothèque rose de Hachette fondée en 1856. 
Selon le Bénézit, il est présent pour la première fois au Salon de 1866 et reçoit une mention honorable au Salon de 1872. 
Certaines de ses gravures sont parues dans des périodiques comme Le Tour du monde, à travers de nombreux rédits d'explorations, et s'inspirent parfois de photographies, dont celles d'Émile Gsell, elles-mêmes interprétées par le dessinateur Achille Sirouy.

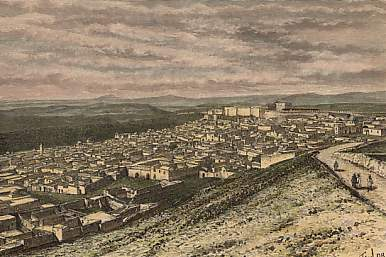
Le Kef, d'après un dessin de Taylor.
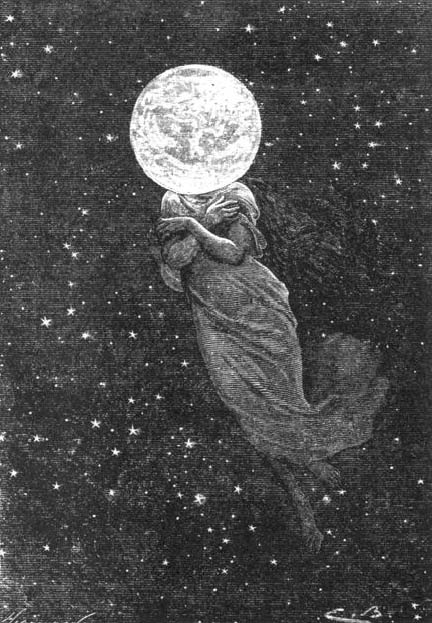
Autour de la Lune, de Jules Verne, d'après Émile Bayard.
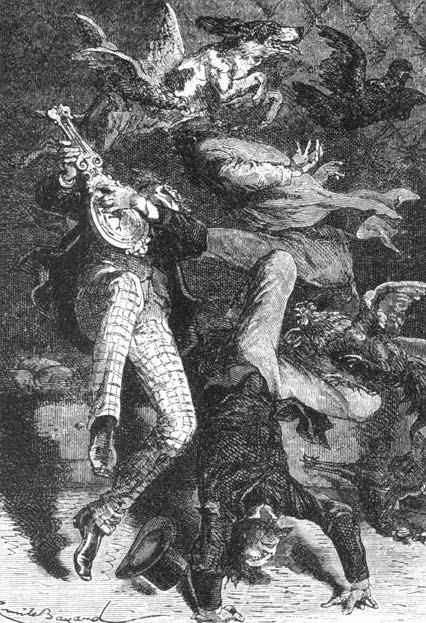
Autour de la Lune, de Jules Verne, d'après Émile Bayard.
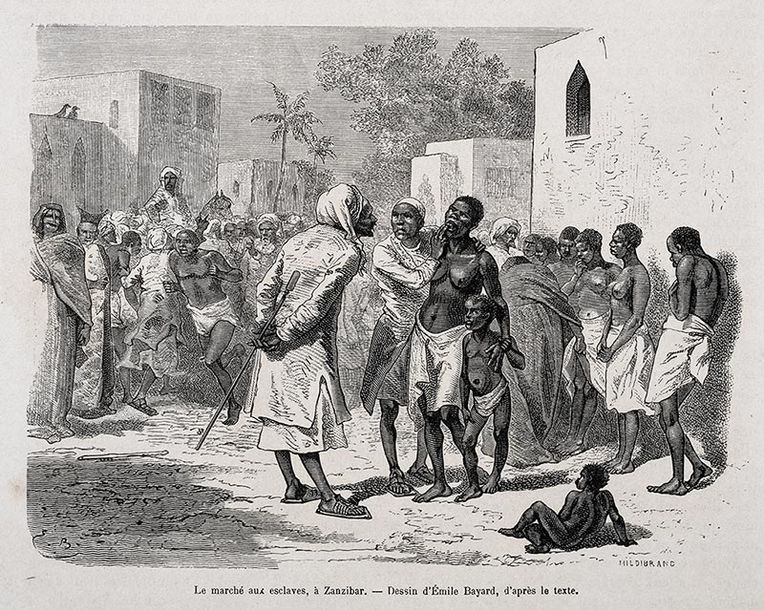
Un marché aux esclaves à Zanzibar, d'après Émile Bayard.